# Julia (1984)
Julia er navnet på en figur i George Orwells dystopiske roman 1984 (originaltitel Nineteen Eighty-Four). Man får aldrig hendes efternavn at vide.
Ifølge hende selv er Julia født i 1958 i Oceanien, der er en af de tre superstater i romanen, og som omfatter det amerikanske fastland, det sydlige Afrika og Storbritannien, der i romanen hedder Luftbasis 1. Hendes kendskab til verden før Revolutionen er sparsomt, da hendes bedstefar, som var hendes eneste kilde til dette, forsvandt, da hun var 8 år gammel. Julia lod sig i en tidlig alder opsluge af dagliglivet i Oceanien og blev en meget ihærdig propagandist i De Unges Anti-Sex Liga og deltager i de To Minutters Had. Denne opførsel er dog kun et skalkeskjul, for Julia er en seksuelt promiskuøs oprører. Hun havde sin første affære med et Partimedlem i en alder af 16.
Julia optræder første gang i 1984 som en 26-årig entusiastisk deltager i de To Minutters Had rettet mod Emmanuel Goldstein, der var en af medstifterne af Partiet, og som hævder, at Revolutionen er blevet forrådt. Romanens hovedperson, Winston Smith, der som Julia også arbejder i Ministeriet for Sandhed er både tiltrukket af Julia og frastødt af hendes ihærdighed, og han har fantasier om at voldtage og derefter myrde hende. Winston frygter også, at Julia er medlem af Tankepolitiet og ude på at angive ham.
Måneder senere støder Winston ind i hende, da hun er på vej fra den Litterære Afdeling, hvor hun arbejder, og han får et stykke papir af hende. Efter at have sikret sig at ingen ser ham i hans arbejdscelle (hvilket kan være svært pga. de allestedsnærværende tovejs-teleskærme, læser han sedlen, hvorpå Julia har skrevet: "Jeg elsker dig." Winston arrangerer et møde med Julia i folkemængden på Victory Square, og i de næste måneder mødes de forskellige steder uden for London for at dyrke sex.
Winston finder ud af, at Julia også er tankeforbryder som han selv (så vel som en sexforbryder). De beslutter at leve livet fuldt ud, mens de gør alt for at undgå Partiet, så snart det er muligt.
Dette er dødsens farligt, for seksuel kærlighed mellem Partimedlemmer er strengt forbudt; selv for ægtefolk skal sex betragtes som noget afskyeligt og en pligt, der kun har til formål at avle børn til Partiet. En kvinde bør ikke opnå nydelse ved sex. Julia mener, at Partiet forsøger at lægge låg på seksualdriften for på den måde at transformere den til hysteri og tilbedelse af føreren – hvilket er ønskværdigt i den ultimative totalitære stat, som Oceanien er. Desuden kan man ikke tillade, at mænd og kvinder føler nogen form for loyalitet mod hinanden, da dette er uden for Partiets kontrol.
De elskende er fuldt klar over, at de snart vil blive opdaget og arresteret, og Julia siger: "Hvis du taler om at tilstå […] så er der ingen tvivl om, at vi vil gøre det. Det gør alle. Det kan man ikke lade være med. De bruger tortur." Men Winston mener, at det at "tilstå er ikke det samme som at svigte. Hvad man siger eller gør betyder ikke noget; det er kun følelserne, der betyder noget. Hvis de kunne få mig til at holde op med at elske dig – så havde jeg virkelig svigtet dig." Julia mener, at "[d]et er det eneste, de ikke kan gøre. […] Dine følelser kan de ikke påvirke." De elskende finder en smule trøst i dette og tror, at deres kærlighed vil vare ved, selv når de bliver arresteret og tortureret. Som Winston tænker: "Men hvis ens formål ikke var at bevare livet, men at bevare sin menneskelighed, hvad forskel gjorde det så, når alt kom til alt? De kunne ikke forandre ens følelser […]."
Da medlemmet af Inderpartiet, O'Brien lader skinne igennem, at han er med i det mystiske ""Broderskab", møder Winston og Julia ham. O'Brien tester, om de er villige til at gøre hvad som helst for "Broderskabet", og Julia skriger "Nej!", da han spørger, om hun og Winston er parate til at gå fra hinanden og aldrig ses igen. Winston går dog med tungt hjerte med til det. Flere dage senere, da Winston og Julia befinder sig i værelset over Mr. Charringtons butik og har læst Goldsteins bog, bliver de arresteret af Tankepolitiet.
I virkeligheden er O'Brien et trofast Partimedlem, en torturbøddel der hjernevasker dem, der er kommet på afveje (for at gøre dem "fuldendte" inden de bliver henrettet). Han fortæller Winston, at han har overvåget ham i 7 år. Læseren får aldrig at vide, om Tankepolitiet også har haft færten af Julias tankeforbryderiske tilbøjeligheder. Hvis ikke, har det været hendes kærlighed til Winston, der afslørede hende.
O'Brien fortæller under afhøringerne af Winston, at Julia gav efter for Partiets pres med det samme. "Hun svigtede dig, Winston. Med det samme – uden mindste tøven. Jeg har sjældent set noget menneske omvende sig så hurtigt. Du ville næppe kunne kende hende igen, hvis du så hende. Al hendes oprørskhed, hendes falskhed over for Partiet, hendes tåbelighed, hendes umoralske opførsel – alt er blevet brændt ud af hende. Det var den fuldkomne omvendelse – et skoleeksempel."
Efter måneders tortur og hjernevask overgiver Winston sig intellektuelt men prøver at bevare sit indre uberørt. Han ved, at han til sidst vil blive henrettet, men han har i hemmelighed tænkt sig at fortsætte med at hade Oceaniens diktator Store Broder – og elske Julia. Han ønsker sig den lille sejr, når han dør, at Partiet ikke formåede at ændre hans følelser og få ham til at forråde Julia i sit hjerte.
Men Winstons beslutning om at fortsætte med at elske Julia bliver brændt bort, da han til sidst kommer til værelse 101. Winston er panisk angst for rotter. Det ved O'Brien, og han truer Winston med at lade rotter æde hans ansigt. I desperation og angst tigger Winston sin bøddel om, at han skal gøre det mod Julia i stedet.
Julia optræder en sidste gang i romanen, da hun møder Winston, efter at de begge er blevet ortodokse borgere igen. De er enige om, at ingenting betyder noget længere – selv sex er uden betydning – fordi de ikke længere føler noget for hinanden. Julia fortæller Winston, at "sommetider truer de en med noget – noget, man ikke kan udholde – ikke engang at tænke på. […] Og så siger man: "Lad mig slippe, tag en anden i stedet, tag den og den i stedet for." […] Og bagefter føler man ikke længere det samme for ham." Tilsyneladende har hun oplevet noget tilsvarende som Winston – hun blev ført til værelse 101 og forrådte ham der.
Ved romanens slutning går det op for Winston, at hans kærlighed til Julia er blevet erstattet af kærlighed til Store Broder – den eneste form for kærlighed, der er tilladt i Oceanien. 